# Гексаполис

Древнегреческая колонизация Малой Азии (XI—VIII вв. до н. э.):
Эолийцы
Ионийцы
Дорийцы

Гексаполис, гексаполь, «шестиградье» (др.-греч. Ἑξάπολις) — союз шести дорийских городов-государств на Родосе, Косе и побережье Малой Азии. Дорийские города на Косе и побережье Малой Азии были колониями Родоса. После завоевания дорийцами в начале XI века до н. э. Родоса, он был разделён на шесть самостоятельных городов-государств, которые образовали в VIII веке до н. э. дорийский гексаполис в качестве противовеса Ионийскому союзу. Согласно Геродоту в союз входили города Галикарнас и Книд на материковой части Малой Азии, Линд, Ялис и Камир на острове Родос, а также Кос. Позже Галикарнас был исключен из союза за то, что один из его граждан нарушил обычай, и союз стал называться «пятиградьем», пентаполем (др.-греч. πεντάπολις). Общие празднества и собрания союза происходили в святилище Аполлона Триопийского близ Книда на Триопийском мысе (др.-греч. Τριόπιον, ныне — мыс Девебойну) Книдского полуострова (ныне — полуостров Решадие). Область называлась Доридой (др.-греч. Δωρίς) и граничила с Карией. В историческое время, по свидетельству Геродота, жители Дориды являлись подданными Ксеркса I и в начале греко-персидской войны доставили во флот империи Ахеменидов 30 триер, а Фукидид причисляет дорян к союзникам афинян.
По Геродоту шесть дорийских городов (родосские города, Галикарнас и Фалесида, колония Линда в Ликии) участвовали в основании в Навкратисе самого крупного из греческих храмов в Египте, называемого Эллений (др.-греч. Ἑλλήνιον).